# Crassispira cortezi
Crassispira cortezi is een slakkensoort uit de familie van de Pseudomelatomidae. De wetenschappelijke naam van de soort is voor het eerst geldig gepubliceerd in 1964 door Shasky & Campbell.